# Słoneczna Sonny
Słoneczna Sonny (ang. Sonny with a Chance, 2009–2011) – amerykański serial komediowy Disney Channel Original Series stworzony przez Steve’a Marmela, śledzi on doświadczenia nastoletniej dziewczyny Sonny Munroe, która dołącza do nadającego na żywo komediowego show „Z innej beczki”. Serial zadebiutował w USA 8 lutego 2009 roku, w Polsce zaś 5 września 2009 roku. W czerwcu 2009 roku zapowiedziano, że serial będzie miał swój drugi sezon. Kręcenie drugiej serii rozpoczęło się w październiku 2009 roku, a jego premiera odbyła się 14 marca 2010 roku. Z powodu odejścia Demi Lovato z serialu, postanowiono nakręcić spin-off pod nazwą Z innej beczki. Produkcja nowego serialu została zapowiedziana 9 lipca 2010 przez Tiffany Thornton, a rozpoczęła się w styczniu 2011. Jest to pierwszy serial Disney Channel, który od początku kręcony jest w High-Definition.

## Fabuła
Utalentowana nastolatka Allison „Sonny” Munroe (Demi Lovato) umieszcza na swojej stronie internetowej amatorskie filmy własnej produkcji. Zostaje dzięki nim zauważona przez hollywoodzkich producentów. Otrzymuje propozycję dołączenia do obsady najpopularniejszego serialu komediowego dla dzieci i nastolatków „Z innej beczki”. Wraz z matką, dziewczyna przenosi się z miasteczka Middleton w stanie Wisconsin do Los Angeles. Na planie filmowym Sonny poznaje nowych przyjaciół, z którymi spędza swój wolny czas. Jej znajomymi są: Tawni Hart (Tiffany Thornton), Nico Harris (Brandon Mychal Smith), Grady Mitchell (Doug Brochu), Zora Lancaster (Allisyn Ashley Arm) i Chad Dylan Cooper (Sterling Knight) z konkurencyjnego serialu „MacKenzie Falls”.

## Bohaterowie
| Aktor                | Rola              | Lata występowania | Sezon |
| -------------------- | ----------------- | ----------------- | ----- |
| GŁÓWNA OBSADA        |                   |                   |       |
| Demi Lovato          | Sonny Munroe      | 2009-2011         | 1-2   |
| Tiffany Thornton     | Tawni Hart        | 2009-2011         | 1-2   |
| Sterling Knight      | Chad Dylan Cooper | 2009-2011         | 1-2   |
| Brandon Mychal Smith | Nico Harris       | 2009-2011         | 1-2   |
| Doug Brochu          | Grady Mitchell    | 2009-2011         | 1-2   |
| Allisyn Ashley Arm   | Zora Lancaster    | 2009-2011         | 1-2   |
| DRUGOPLANOWA OBSADA  |                   |                   |       |
| Nancy McKeon         | Connie Munroe     | 2009-2011         | 1-2   |
| Michael Kostroff     | Marshall Pike     | 2009-2011         | 1-2   |
| Vicki Lewis          | Joy Bitterman     | 2009-2011         | 1-2   |
| Genevieve Hannelius  | Dakota Condor     | 2009-2011         | 1-2   |
| Daniel Roebuck       | Pan Condor        | 2009-2011         | 1-2   |
| Steve Hytner         | Murphy            | 2009-2011         | 1-2   |

## Odcinki
| Seria | Odcinki | Premiera serii | Finał serii       | Premiera serii  | Finał serii      |
| --- | ------- | -------------- | ----------------- | --------------- | ---------------- |
| 1 | 21      | 8 lutego 2009  | 22 listopada 2009 | 5 września 2009 | 24 lipca 2010[A] |
| 2 | 26      | 14 marca 2010  | 2 stycznia 2011   | 1 maja 2010     | 19 czerwca 2011  |
| - A^ Emisja serii pierwszej na Disney Channel zakończyła się 24 lipca 2010, choć wszystkie odcinki można oglądać na DVD od 7 maja 2010. |         |                |                   |                 |                  |

## Seriale w serialu

### Z innej beczki
„Z innej beczki” jest fikcyjnym, komediowym programem TV. Jest podobny do innych programów takich jak „All That”, czy „Szał na Amandę”, w którym nastolatkowie prezentują różne skecze. Fakt, że skecze są często krótkie, sprawia, że są podobne do australijskich programów „Comedy Inc.” czy „Fast Forward”. Skecze „Z innej beczki” pokazywane w „Słonecznej Sonny” często skupiają się na absurdalnych sytuacjach. Nico, Grady, Zora, Tawni i Sonny są regularnymi gwiazdami programu „Z innej beczki”, często grają inne postaci. „Z innej beczki” i opera mydlana dla nastolatków „MacKenzie Falls” rywalizują ze sobą od sześciu lat, ponieważ obsada serialu „MacKenzie Falls” krytykuje Nico, Grady’iego, Zorę, Tawni i Sonny za to, że grają w komediowym serialu, uważają też ich za marnych aktorów. Najbardziej znane skecze z serialu to Weź to obczaj, Sally Jenson: Dziecko prawnik, Przygody Pryksia i Chora Dora.

### MacKenzie Falls
To popularna opera mydlana dla nastolatek, która rywalizuje z programem „Z innej beczki”. Jej głównym bohaterem jest MacKenzie grany przez Chada. Jedynymi, innymi znanymi członkami obsady są Portlyn, Chloe, Penelope, Trevor i Devon. James Conroy raz wystąpił w odcinku świątecznym „MacKenzie Falls”. Serial jest kręcony w tym samym studiu, co „Z innej beczki”. Żaden z odcinków „MacKenzie Falls” nie był pokazywany w „Słonecznej Sonny”, jedynie finałowy odcinek serii był dostępny jako dodatek na DVD do „Słonecznej Sonny”. Chad jest liderem obsady „MacKenzie Falls”, inni członkowie cały czas go naśladują. Na planie „MacKenzie Falls” znajduje się fontanna z czekoladą, różnego rodzaju przekąski, pokój masażu oraz sala do medytacji. Później ten serial został zdjęty z anteny.
W 2009 roku powstały odcinki krótkometrażowe „MacKenzie Falls”. Są tam też te, których urywki były pokazane w „Słonecznej Sonny”. Odcinki te można zobaczyć tylko na DVD z kompletną pierwszą serią „Słonecznej Sonny”.

## Piosenka tytułowa
Piosenka tytułowa „So Far, So Great” została napisana przez Teanne Lurie, Chen Neenan oraz Aristedisa „Arisa” Archontisa. Piosenkę zaśpiewała Demi Lovato. Piosenka utrzymywana jest w popowo-rockowym klimacie.
Pełna wersja tej piosenki została po raz pierwszy puszczona w Radio Disney 31 marca 2009, dwa miesiące po premierze serialu na amerykańskim Disney Channel. Piosenka dostępna jest na albumie Disney Channel Playlist wydanym przez Walt Disney Records 9 czerwca 2009 oraz na albumie Demi Lovato Here We Go Again wydanym przez Hollywood Records 21 czerwca 2009 roku.
W drugiej serii piosenka tytułowa pozostaje bez zmian.

## Wydania DVD
| Nazwa                    | Zawarte epizody                       | Data wydania – Polska           | Dodatki DVD                                                 |
| ------------------------ | ------------------------------------- | ------------------------------- | ----------------------------------------------------------- |
| Słoneczna Sonny: Seria 1 | Wszystkie 21 epizodów serii pierwszej | 7 maja 2010 (premiera światowa) | Miniodcinki Mackenzie Falls, castingi obsady, wpadki i gagi |

## Wersja polska
Wersja polska: SDI Media Polska

Reżyseria:
- Wojciech Paszkowski (odc. 1-13, 17, 30, 44),
- Artur Kaczmarski (odc. 14-16, 18-21)

Tekst polski:
- Tomasz Robaczewski (odc. 1-10),
- Krzysztof Pieszak (odc. 11-15, 17, 19),
- Anna Wysocka (odc. 16, 18),
- Anna Niedźwiecka-Medek (odc. 20-21),
- Kamila Klimas-Przybysz (odc. 22-39, 42)

Teksty piosenek:
- Tomasz Robaczewski (odc. 1-9),
- Krzysztof Pieszak (odc. 11-15, 17, 19)

Kierownik muzyczny: Juliusz Kuźnik (odc. 22, 25, 27, 39)

Udział wzięli:
- Agnieszka Mrozińska – Allison „Sonny” Monroe
- Joanna Pach – Tawni Hart
- Kajetan Lewandowski – Chad Dylan Cooper
- Artur Pontek – Grady Mitchell
- Łukasz Talik – Nico Harris
- Justyna Bojczuk –
  - Zora Lancaster,
  - Dakota
- Piotr Kozłowski –
  - Marshall Pike,
  - Bud (odc. 34)
- Barbara Melzer – Connie Munroe (odc. 1, 5)
- Julia Kołakowska – Portlyn (odc. 2, 15)
- Monika Pikuła –
  - Panna Joy Bitterman,
  - Portlyn (odc. 3),
  - Lucy (odc. 6),
  - nawigacja GPS (odc. 11)
- Barbara Zielińska – Brenda (odc. 3)
- Mateusz Narloch – Josh (odc. 4)
- Jarosław Boberek –
  - Murphy (odc. 6, 9),
  - Paparazzi (odc. 7),
  - Jeff (odc. 18)
- Grzegorz Drojewski –
  - dostawca pizzy (odc. 6),
  - Paparazzi (odc. 7),
  - James Conroy (odc. 9)
- Anna Gajewska –
  - bramkarka na imprezie Chada (odc. 6),
  - Sharona (odc. 7)
- Wojciech Paszkowski –
  - Pan Condor,
  - Paparazzi (odc. 7),
  - Santiago Geraldo (odc. 8),
  - Dave (odc. 17),
  - Howie (odc. 19),
  - Kawka (odc. 23),
  - Limo (odc. 23)
- Anna Wodzyńska – Selena Gomez (odc. 13)
- Leszek Zduń –
  - Reżyser (odc. 13-14),
  - Hayden (odc. 16)
- Janusz Wituch –
  - Howie (odc. 16),
  - reżyser reklamy (odc. 30)
- Izabella Bukowska-Chądzyńska – Tammi Hart (odc. 18)
- Agnieszka Kunikowska – Connie Munroe (odc. 18)
- Izabela Dąbrowska – pani Montecore (odc. 20)
- Waldemar Barwiński – Gilroy (odc. 21)
- Tomasz Steciuk – Dinka (odc. 23)
- Paweł Podgórski – Trey Brothers (odc. 25)
- Piotr Borowiec – narrator w serialu MacKenzie Klop (odc. 27)
- Grzegorz Kwiecień – Grant (odc. 30, 44)
- Bartosz Martyna –
  - Blake (odc. 30),
  - Tubbs (odc. 44)
- Miłogost Reczek – pan Henderson – dyrektor szkoły w Wisconsin (odc. 33-34)
- Jakub Szydłowski – Ryan Loughlin – prezenter Stacji Nastolatka TV (odc. 33-34)
- Agnieszka Judycka – Penelope (odc. 33-34)
- Anna Szymańczyk – Amber Wporząsiu (odc. 36)
- Artur Janusiak – Shaquille O’Neal (odc. 39)
- Jerzy Dominik – pilot śmigłowca (odc. 42)
- Jakub Mróz
- Mirosława Złotowska
- Stanisław Brudny
- Robert Tondera
- Paweł Szczesny
- Joanna Węgrzynowska-Cybińska
- Mieczysław Morański
- Jan Piotrowski
- Natalia Jankiewicz
- Marcin Mroziński

i inni
Piosenkę śpiewał w odcinku 15: Juliusz Kamil Kuźnik

Piosenkę śpiewali w odcinku 22: Agnieszka Mrozińska, Joanna Pach, Kajetan Lewandowski, Łukasz Talik, Artur Pontek

Piosenkę śpiewali w odcinku 25: Agnieszka Mrozińska, Joanna Pach, Justyna Bojczuk, Łukasz Talik, Artur Pontek

Piosenki śpiewali w odcinku 27: Agnieszka Mrozińska, Joanna Pach, Kajetan Lewandowski, Łukasz Talik, Artur Pontek, Justyna Bojczuk, Monika Pikuła, Wojciech Paszkowski, Robert Tondera, Anna Gajewska, Barbara Melzer i Agnieszka Judycka

Piosenki śpiewali w odcinku 39: Agnieszka Mrozińska, Artur Pontek, Łukasz Talik

Lektorzy:
- Wojciech Paszkowski (tytułowy show „Z innej Beczki”),
- Krzysztof Cybiński (odc. 22-23)

## Nagrody
| Rok  | Nagroda                                          | Kategoria                                            | Dla             | Rezultat  |
| ---- | ------------------------------------------------ | ---------------------------------------------------- | --------------- | --------- |
| 2009 | Teen Choice Awards 2009                          | Najlepsza debiutująca aktorka                        | Demi Lovato     | Wygrana   |
| 2009 | Nickelodeon Kids’ Choice Awards 2009 (Australia) | Ulubiony serial komediowy                            | Słoneczna Sonny | Nominacja |
| 2010 | Nickelodeon Kids’ Choice Awards 2010             | Ulubiony program TV                                  | Słoneczna Sonny | Nominacja |
| 2011 | Do Something Awards 2011                         | Gwiazda TV                                           | Demi Lovato     | Wygrana   |
| 2011 | ALMA Awards 2011                                 | Ulubiona telewizyjna aktorka – żeńska rola komediowa | Demi Lovato     | Wygrana   |

## Międzynarodowa transmisja
| Państwo               | Kanał                                               | Premiera                                               | Tytuł                         |
| --------------------- | --------------------------------------------------- | ------------------------------------------------------ | ----------------------------- |
| Stany Zjednoczone     | Disney Channel (USA)                                | 8 lutego 2009                                          | Sonny With a Chance           |
| Wielka Brytania       | Disney Channel (UK & Ireland)                       | 8 lutego 2009                                          | Sonny With a Chance           |
| Irlandia              | Disney Channel (UK & Ireland)                       | 8 lutego 2009                                          | Sonny With a Chance           |
| Australia             | Disney Channel Australia/ Seven Network (Australia) | 27 kwietnia 2009 13 lutego 2010 (Seven Network)        | Sonny With a Chance           |
| Nowa Zelandia         | Disney Channel Australia/ Seven Network (Australia) | 27 kwietnia 2009 13 lutego 2010 (Seven Network)        | Sonny With a Chance           |
| Francja               | Disney Channel Francja                              | 13 maja 2009                                           | Sonny                         |
| Francja               | NRJ 12                                              | 13 maja 2009                                           | Sonny                         |
| Indie                 | Disney Channel Indie                                | 22 maja 2009                                           | Sonny With a Chance           |
| Brazylia              | Disney Channel Ameryka Łacińska                     | 24 maja 2009 (zapowiedź) 29 maja 2009 (Premiera)       | Sunny entre Estrelas          |
| Argentyna             | Disney Channel Ameryka Łacińska                     | 24 maja 2009 (zapowiedź) 29 maja 2009 (Premiera)       | Sunny entre Estrellas         |
| Wenezuela             | Disney Channel Ameryka Łacińska                     | 24 maja 2009 (zapowiedź) 29 maja 2009 (Premiera)       | Sunny entre Estrellas         |
| Meksyk                | Disney Channel Ameryka Łacińska                     | 24 maja 2009 (zapowiedź) 29 maja 2009 (Premiera)       | Sunny entre Estrellas         |
| Japonia               | Disney Channel Japonia                              | 28 maja 2009                                           | サニーwithチャンス            |
| Niemcy                | Disney Channel (Niemcy)                             | 29 maja 2009                                           | Sonny Munroe                  |
| Niemcy                | Super RTL                                           | 8 listopada 2009 (zapowiedź) 27 lutego 2010 (Premiera) | Sonny Munroe                  |
| Włochy                | Disney Channel Włochy                               | 18 czerwca 2009                                        | Sonny tra le Stelle           |
| Hiszpania             | Disney Channel Hiszpania                            | 20 czerwca 2009                                        | Sunny entre Estrellas         |
| Portugalia            | Disney Channel Portugalia                           | 20 czerwca 2009 (Zapowiedź) 27 czerwca 2009 (Premiera) | Sunny entre Estrelas          |
| Polska                | Disney Channel (Polska)                             | 20 czerwca 2009 (Zapowiedź) 5 września 2009 (Premiera) | Słoneczna Sonny               |
| Dania                 | Disney Channel Skandynawia                          | 21 sierpnia 2009                                       | Sonnys chance                 |
| Szwecja               | Disney Channel Skandynawia                          | 21 sierpnia 2009                                       | Sonnys chans                  |
| Norwegia              | Disney Channel Skandynawia                          | 21 sierpnia 2009                                       | Sunny With a Chance           |
| Finlandia             | Disney Channel Skandynawia                          | 21 sierpnia 2009                                       | Sunny With a Chance           |
| Południowa Afryka     | Disney Channel RPA                                  | 5 września 2009                                        | Sonny With a Chance           |
| Turcja                | Disney Channel Turcja                               | 5 września 2009                                        | Sonny’nin Yıldızı             |
| Liga Państw Arabskich | Disney Channel Bliski Wschód                        | 12 września 2009                                       | Sonny With a Chance           |
| Tajwan                | Disney Channel Tajwan                               | 12 września 2009                                       | 加油桑妮                      |
| Hongkong              | Disney Channel Azja                                 | 17 października 2009                                   | Sonny With a Chance           |
| Pakistan              | Disney Channel Azja                                 | 17 października 2009                                   | Sonny With a Chance           |
| Singapur              | Disney Channel Azja                                 | 17 października 2009                                   | Sonny With a Chance           |
| Malezja               | Disney Channel Azja                                 | 17 października 2009                                   | Sonny With a Chance           |
| Filipiny              | Disney Channel Azja                                 | 17 października 2009                                   | Sonny With a Chance           |
| Indonezja             | Disney Channel Azja                                 | 17 października 2009                                   | Sonny With a Chance           |
| Tajlandia             | Disney Channel Azja                                 | 17 października 2009                                   | Sonny With a Chance           |
| Grecja                | Disney Channel Grecja                               | 7 listopada 2009                                       | Sonny With a Chance           |
| Grecja                | ERT                                                 | kwiecień 2010                                          | Sonny With a Chance           |
| Rumunia               | Disney Channel Rumunia                              | 5 grudnia 2009                                         | Sonny și steluța ei norocoasă |
| Bułgaria              | Disney Channel Bułgaria                             | 5 grudnia 2009                                         | Съни на алеята на славата     |
| Węgry                 | Disney Channel Węgry                                | 5 grudnia 2009                                         | Sonny, a sztárjelölt          |
| Czechy                | Disney Channel (Czechy i Słowacja)                  | 5 grudnia 2009                                         | Sonny ve velkém světě         |
| Słowacja              | Disney Channel (Czechy i Słowacja)                  | 5 grudnia 2009                                         | Sonny vo veľkom svete         |
| Holandia              | Disney Channel Benelux                              | 18 stycznia 2010                                       | Sonny With a Chance           |
| Belgia                | Disney Channel Benelux                              | 18 stycznia 2010                                       | Sonny With a Chance           |
| Rosja                 | Disney Channel (Rosja)                              | 4 września 2010                                        | Дайте Санни шанс              |